# Nhà thờ chính tòa Vĩnh Long

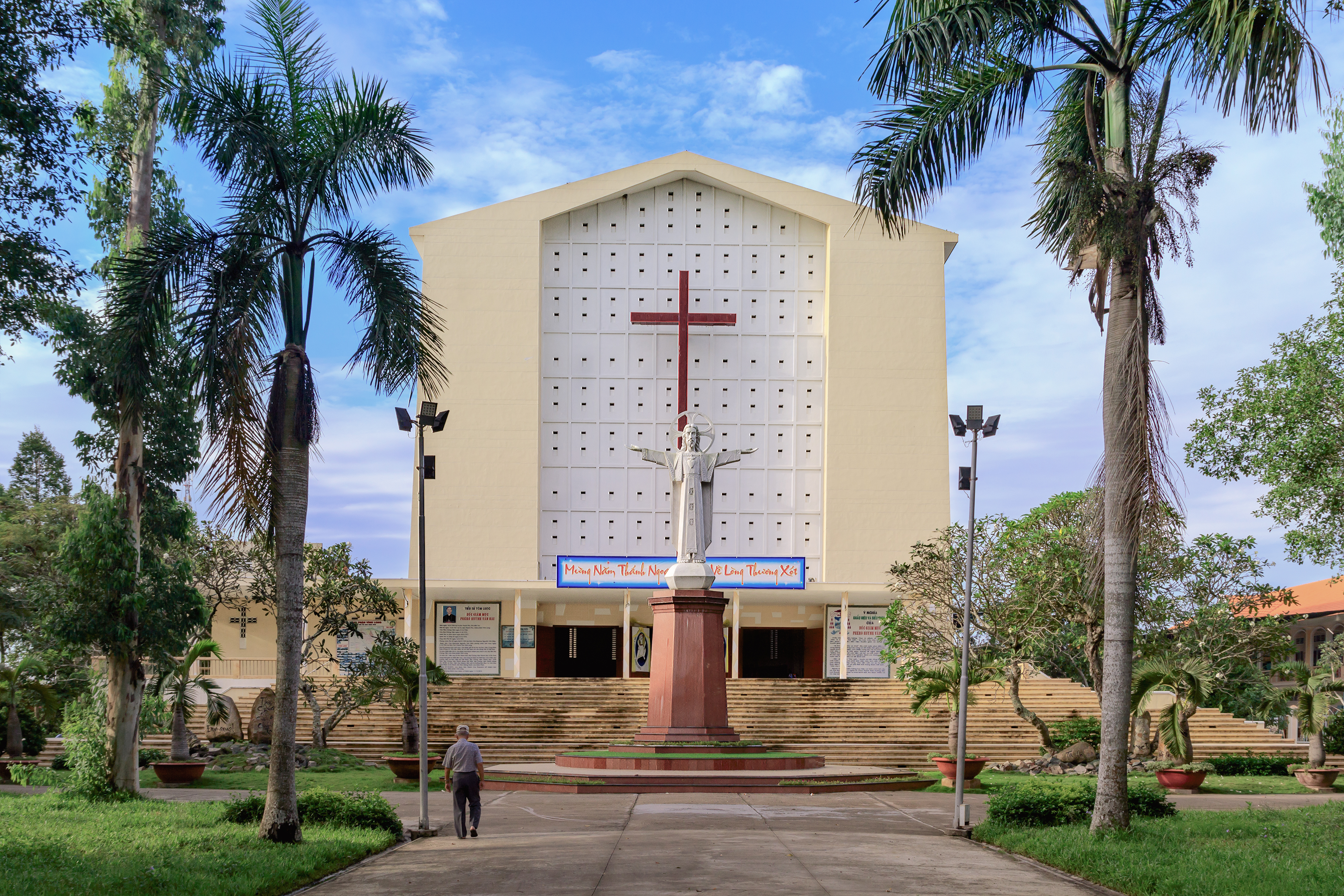
Nhà thờ chính tòa Vĩnh Long

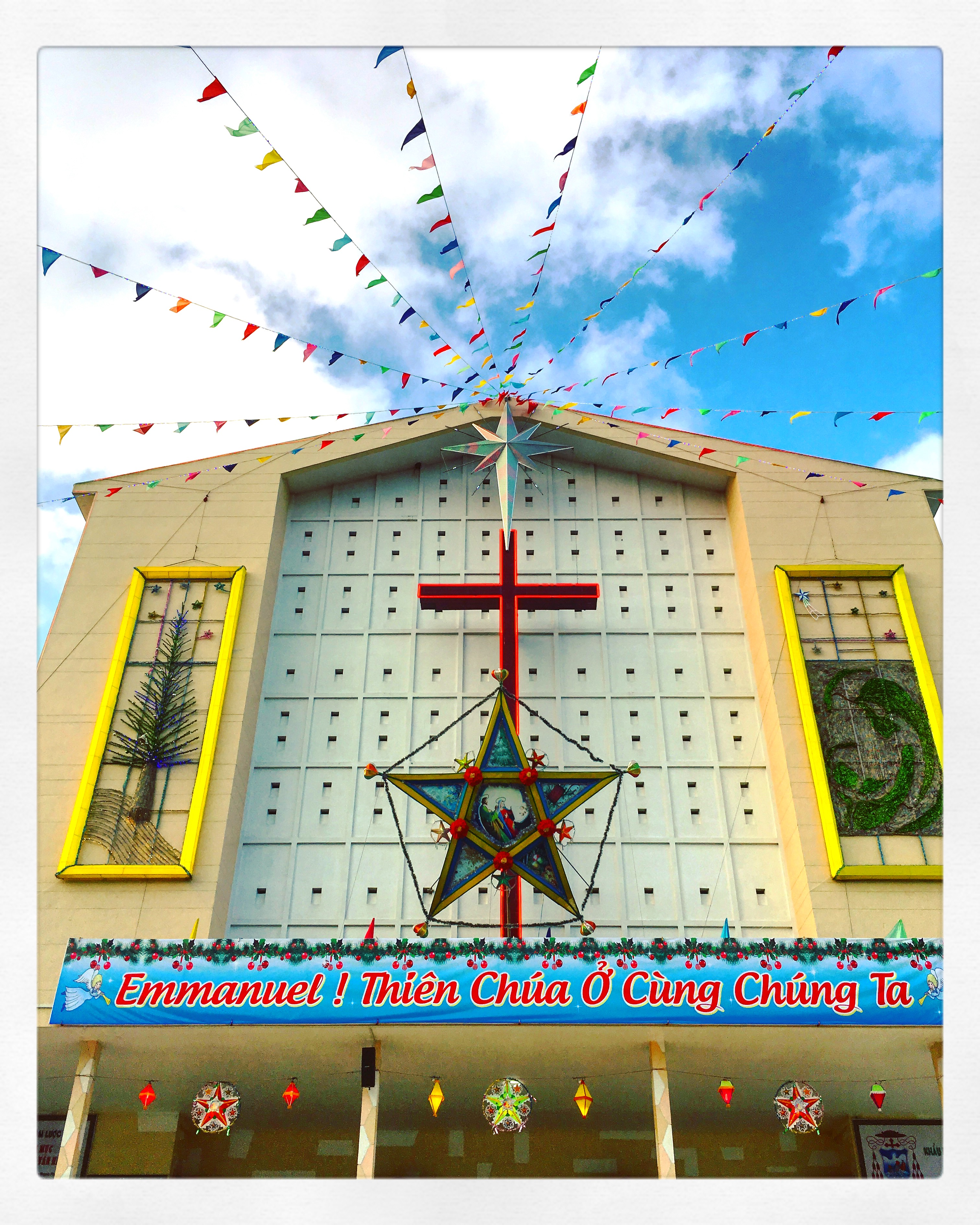
Giáng Sinh tại Nhà thờ chính toà Vĩnh Long

Nhà thờ chính tòa Vĩnh Long (tên chính thức: Nhà thờ chính tòa Thánh Anna) là nhà thờ chính tòa của Giáo phận Vĩnh Long, Việt Nam. Nhà thờ tọa lạc tại số 141 đường Lê Thái Tổ, phường Long Châu, tỉnh Vĩnh Long. Nhà thờ chính tòa Vĩnh Long cách Thành phố Hồ Chí Minh 136 km.
Nhà thờ này được xây dựng từ năm 1964 tới năm 1967 theo đồ án của kiến trúc sư Ngô Viết Thụ. Tuy nhiên, vì nhiều lý do nên khi xây dựng, người ta đã chỉnh sửa lại phần lớn chi tiết thiết kế ban đầu nên sau này, Ngô Viết Thụ đã phủ nhận đó là công trình do ông thiết kế. Nhà thờ chính tòa Vĩnh Long hiện là nhà thờ có sức chứa lớn ở Việt Nam, với chiều dài 100 mét, chiều rộng 36 mét và chiều cao đến mái là 27 mét.

## Lịch sử

### Trước năm 1862
Tại Vĩnh Long lúc đó không có nhà thờ, không có họ đạo vì là nơi thị tứ có quan quyền cấm đạo rất ngặt. Tuy nhiên cũng có một vài người có thế lực giữ đạo, như ông Trần Văn Triệu, gốc Cái Nhum vì có công phò vua Gia Long lúc tị nạn, nên khi lên ngôi vua thưởng ông làm tổng đốc Vĩnh Long. Có 1 y sĩ danh tiếng được nhiều uy tín trong dân nhưng cũng không dám giữ đạo công khai.

### 1862–1938
Khi Pháp chiếm một số tỉnh miền Tây thì Vĩnh Long là nơi tập hợp nhóm chống xâm lược, nên quân Pháp quyết định đánh chiếm luôn Vĩnh Long. Tuy đã chiếm được Vĩnh Long nhưng Pháp không giữ mà chịu ký hòa ước trao trả lại cho triều đình với điều kiện nhà vua thôi cấm đạo và ngưng các cuộc quấy nhiễu các tỉnh lân cận (566 - 82).
Trong tình thế mới này, cha Cordier vừa lo cho binh lính Pháp vừa lo cho một ít bổn đạo tại Vĩnh Long. Cha là người thuộc địa phận Nam Vang, nên khi quân lính rút cha cũng phải rời Vĩnh Long. Đức cha Lefèbre đã nhờ cha sở Mỹ Tho là cha Guillon kiêm luôn Vĩnh Long. Đến năm 1866 Vĩnh Long được giao cho cha sở Cái mơn là cha Gernot đảm trách. Thời này ông Phan Thanh Giản làm tổng đốc Vĩnh Long. Ông là người thức thời hiểu dân và thân thiện với cha Gernot. Triều đình Huế luôn xúi dân nổi loạn nên quân Pháp quyết định chiếm Vĩnh Long, và thật sự cuộc chiếm đóng đã hoàn tất 19 - 6 - 1867. Từ nay Vĩnh Long có cha sở đó là cha Bernard. Việc đầu tiên là cha cất một Nhà thờ cột cây lợp lá, gần vị trí Nhà thờ cũ ở mé sông, có ông trùm Cử phụ trách với cha, nhưng sau khi ông đi lập nghiệp ở Sađéc. Cha ở Vĩnh Long được có 1 năm, sau đổi về Biên Hòa và chết tại đó năm 1868.

Kế cha Le Mec được gửi từ Sài Gòn xuống nhậm sở Vĩnh Long. Trong 10 năm cha đã đặt nề nếp hẳn hoi cho họ đạo. Năm 1869 cha xin mở trường và được các sư huynh từ Pháp sang giúp, học trò thật đông. Nhưng đến năm 1881 theo đạo luật giải tán dòng tu của Pháp nên trường phải đình chỉ, các thầy phải trở về Pháp. Năm 1869 cha cũng cho mở một nhà thương giao cho các bà dòng thánh Phaolô. Cha nhường Nhà thờ cũ cho các bà và cất một Nhà thờ mới cột cây nhưng lợp ngói. Cơ sở mồ côi khang trang vách tường lợp ngói nuôi chừng 50 em cô nhi. Cha cũng lo mở nhiều họ nhánh như Mỹ Điền, Xuân Sơn, Nhơn Phó, Sađéc, Cái Kè. Năm 1877 cha về phụ trách Nhà thờ chính tòa Sài Gòn. Cha phó Cái Mơn là cha Faron đổi về Vĩnh Long. Vì sức yếu nên cha chỉ ở Vĩnh Long đến năm 1880 rồi về Thủ Dầu Một. Cha Lizé về thế được 7 năm, lập thêm nhiều họ nhánh.

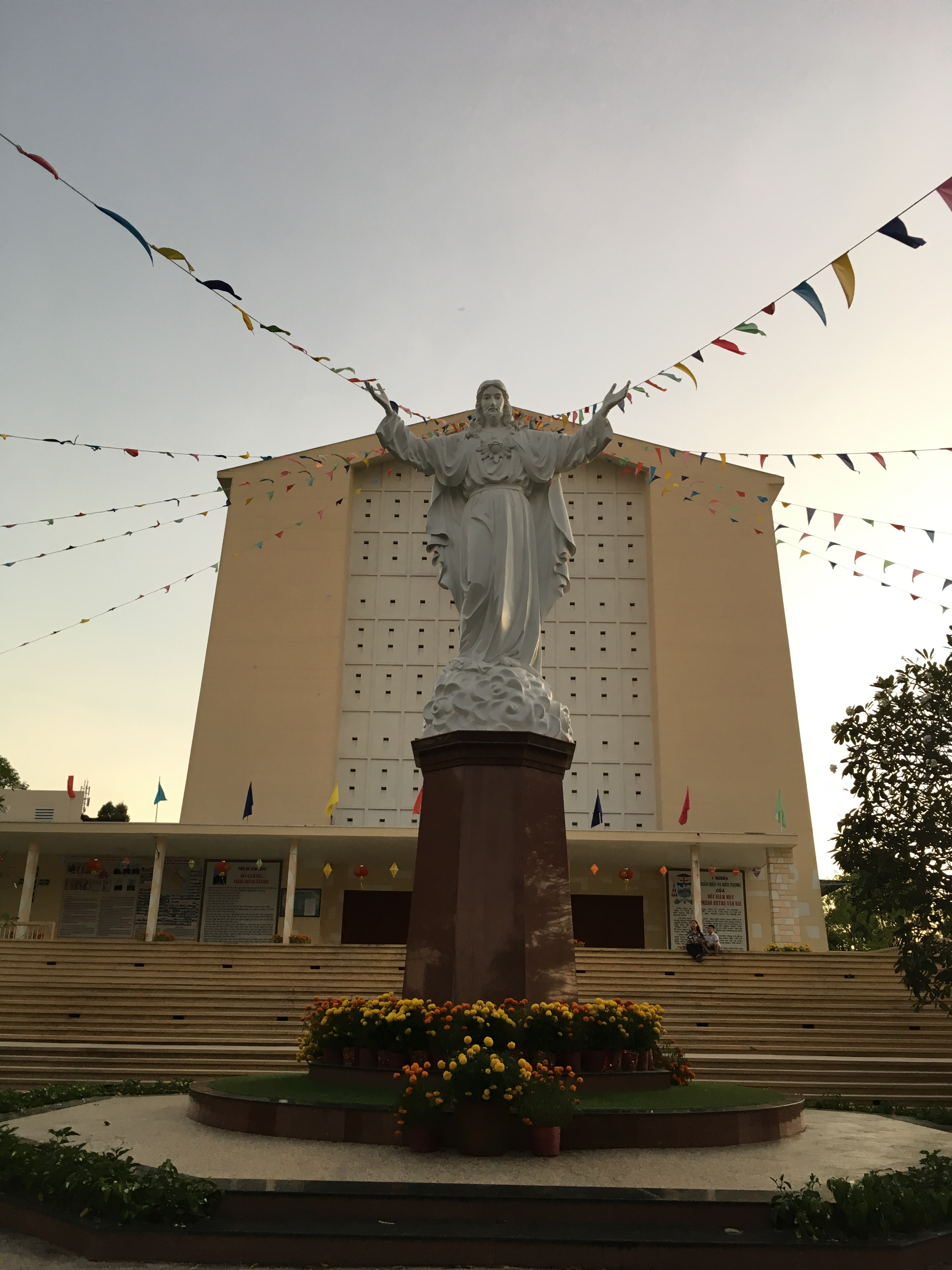
Tượng Chúa Kitô Vua mới được thay thế tượng cũ năm 2018

Năm 1885 miền trung bất ổn, Nhà thờ bị phá, bổn đạo bị giết, cha Hamon đưa giáo dân từ Bình Định đến tá túc tại Vĩnh Long. Trong 2 năm cư ngụ tại Vĩnh Long, cha Hamon giúp cha Lizé thật đắc lực. Khi cha Lizé lâm bệnh và chết tại Hongkong 1887, cha Hamon còn ở lại coi Họ đạo Vĩnh Long ít lâu rồi đưa giáo dân trở về Bình Định.

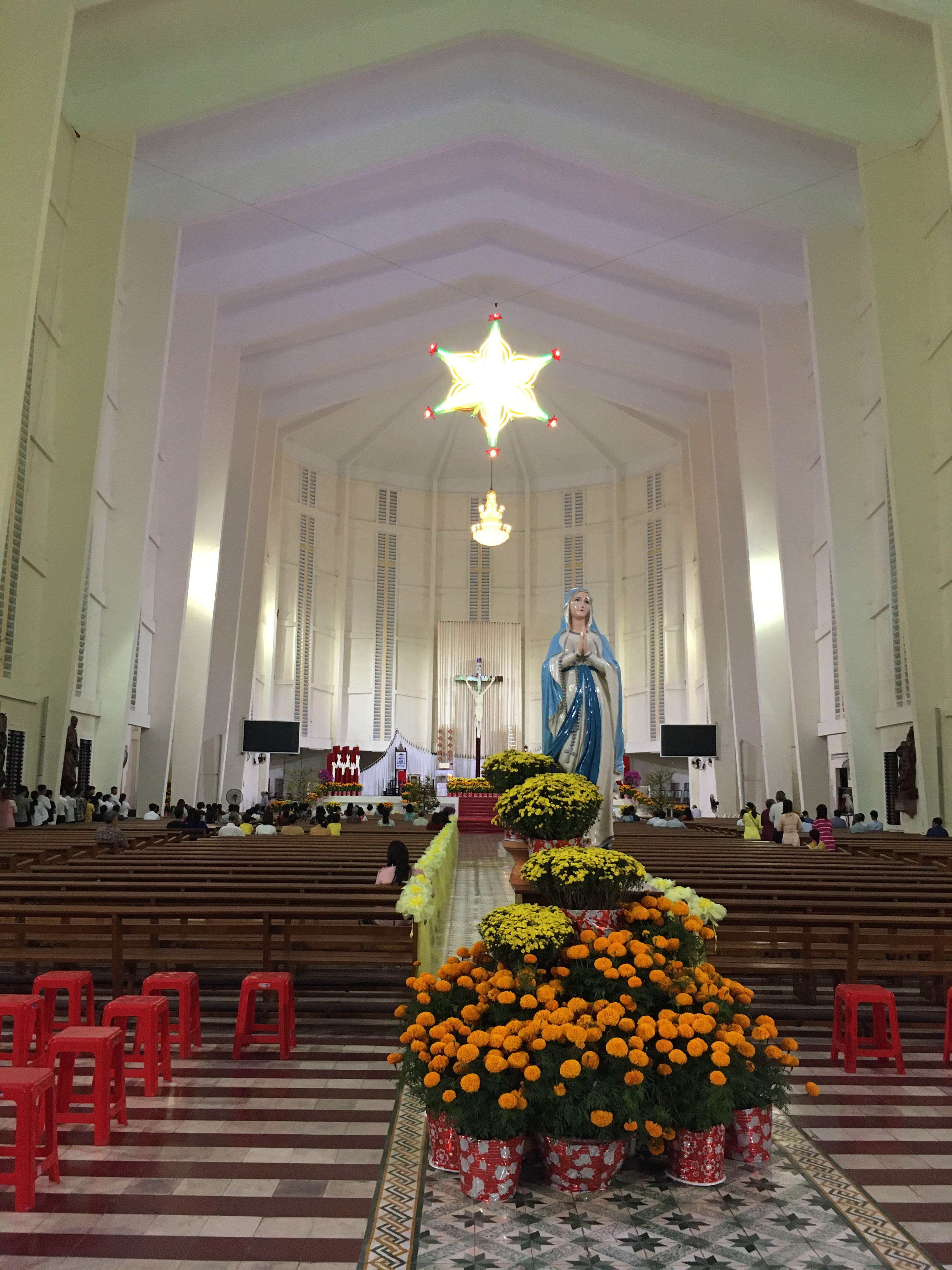
Bên trong nhà thờ chính toà Vĩnh Long với tượng Đức Mẹ nhìn lên cung thánh

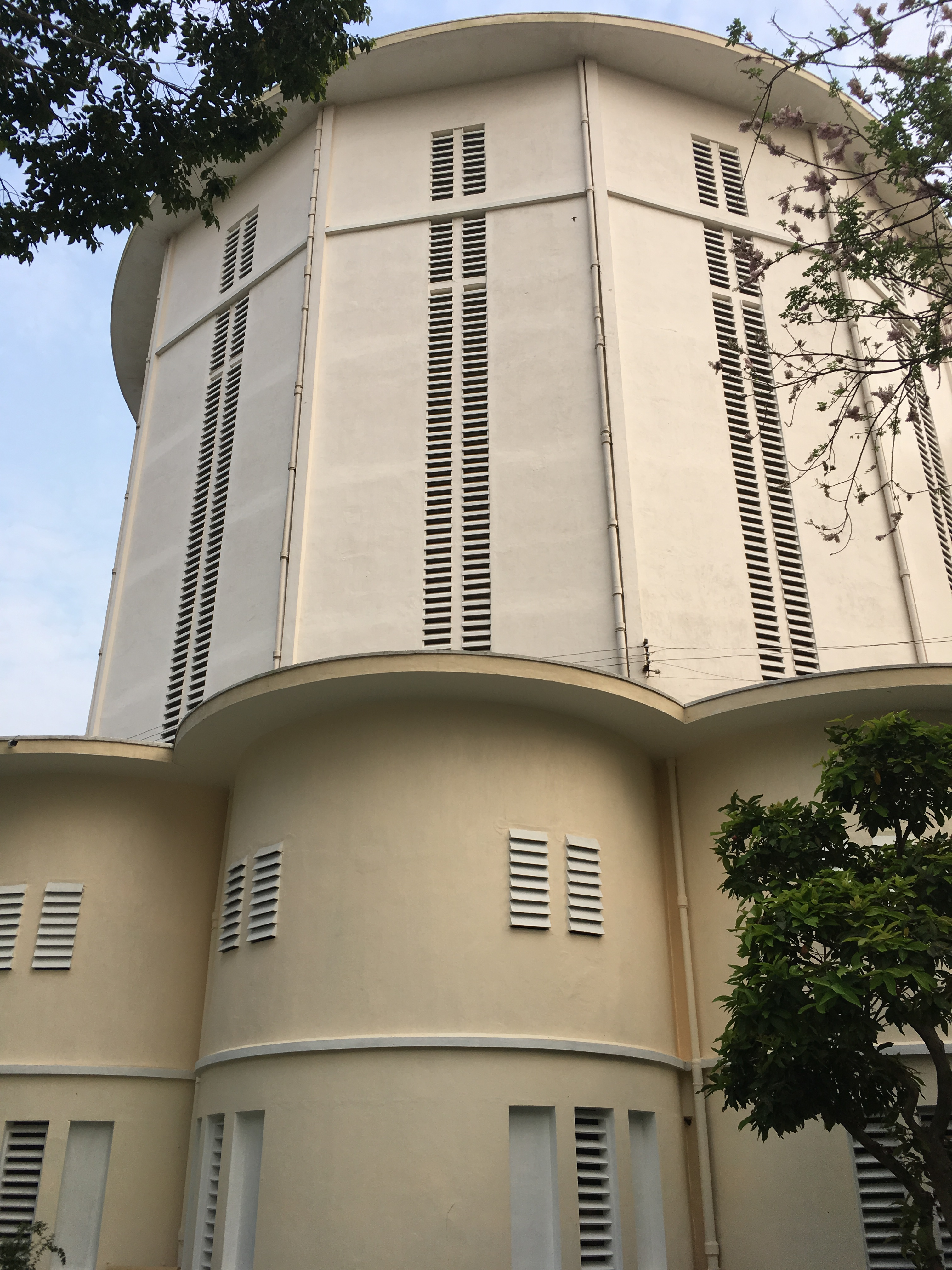
Phía sau nhà thờ

Cha Lalement về thay thế coi sóc Họ đạo Vĩnh Long từ 1887 - 1908. Địa sở Vĩnh Long rộng lớn nên hằng năm có các thầy Đại chủng viện đến giúp. Tại chỗ thì có cha Quờn coi ngã Tư, Hồi Xuân, Măng Thít, Cái Quá, Hiếu Hòa, Diên Nhơn, Hồi Luông, Sa Co, và Ông Năm. Có cha Long coi Mỹ Điền, Xuân Sơn, Cai Lộc và Cái Muối. Có cha Havas coi Cái Bè nhưng chỉ trong năm 1888. Có cha Narp coi Ngã Tư, Bình Dinh, Bình Quới, Long Hiệp. Cha Cường coi Cái Tàu, Hòa Thuận, Phú An, Tân Hiệp. Tổng cộng số giáo dân chừng 2500. Mỗi năm cha sở phải đi kinh lý các họ để sắp xếp công việc. Mặc dầu đa đoan công vịêc và không có tiền, cha vẫn cất được nhà cha sở như còn ngày hôm nay và cha cũng lo cất Nhà thờ. Nhà thờ khởi công năm 1889 và hoàn tất năm 1894 với số tiền là 12000 đồng. Vào thời đó là cả một công trình, kiểu Roman dài 38m, ngang 19m, cao 16,7m có 2 tháp chuông. Năm 1893 có cha Tân về giúp tại Ngã Tư và Tân Hiệp. Cha Tân chết tại Vĩnh Long, chôn tại đất thánh Tây. Hiện hài cốt đã đưa về đất thánh Tân Ngãi. Năm 1901 cha Lalement làm bề trên địa phận nên một số họ nhánh được giao cha sở Cái Mơn và Cái Nhum. Năm 1905 cha phải về lo việc địa phận ở Sài Gòn thì có cha Ackerman đến thay thế. Sau thời gian vắng mặt một năm cha trở lại làm việc đến khi lâm bệnh và chết tại Sài Gòn. Làm việc tông đồ 33 năm, cha đã hy sinh cho Vĩnh Long 20 năm.
Cha Arkerman chính thức nhậm sở 1908 và ở đến năm 1915. Sau cha, đến cha Bellemin coi Vĩnh Long từ 1915 - 1938.

### 1938–nay
Địa phận Vĩnh Long được thành lập năm 1938. Dịp này tất cả các cha thừa sai đều rút về Sài Gòn. Như vậy ở Vĩnh Long trống mặc dầu có cha Thao làm phó. Đức cha Ngô Đình Thục về Vĩnh Long không có chỗ ở nên tạm thời tá túc tại nhà xứ Vĩnh Long và kiêm chính sở Vĩnh Long. Trong thời gian này thấy có cha Thao, cha Quang phụ giúp Đức cha trong việc mục vụ. Đến tháng 10 - 1938 cha Hưởn từ Biên Hòa được đưa về tạm coi sóc Họ đạo và lo mua sắm tòa Giám mục. Tháng 10 - 1940 cha Raphae Linh đến thay cha Hưởn và phục vụ đến năm 1945. Kế cha Tađêô Thiên về ở từ 1945 đến 1948.
Thời gian từ 1938 đến 1948 kể như thời gian chuyển tiếp vì không có cha nào thực sự là sở.
Tháng 8 - 1948 cha Giacôbê Nguyễn Ngọc Quang đang làm giám đốc tiểu chủng viện được bộ nhiệm làm chính sở chính tòa. Trong thời gian dài 17 năm từ 1948 - 1965 với thật nhiều cha phó kế tiếp nhau: cha Long, cha Truyền, cha Hớn, cha De Roeck, cha Sánh, cha Binh, cha Nhơn, cha Đức, cha Khương. Cha đã làm cho mọi nơi từ họ chính đến họ lẽ có một cuộc sống nề nếp. Lúc này địa sở Vĩnh Long có Long Hiệp, Cầu Mới, Hòa Tịnh, Cái Mơn.
Năm 1954 cha mở trường trung học Nguyễn Trường Tộ. Nhà in Long Hồ và đồng thời ra tờ nguyệt san lấy tên là Hiệp Nhất. Đến năm 1965 cha được Tòa thánh bổ nhiệm làm Giám mục Cần Thơ. Năm 1960 Đức cha Ngô về Huế. Tòa thánh bổ nhiệm Đức cha Antôn Thiện về Vĩnh Long.
Từ 1965 đã khởi công xây cất Nhà thờ chính tòa mới tại Ngã Ba Cần Thơ dưới trào quản lý của cha Raphae Minh. Cha Benoỵt Trương Thành Thắng từ Cái Mơn về thay thế Đức cha Quang. Đức cha Antôn quyết định nhân dịp này bắt đầu sử dụng liền Nhà thờ mới, mặc dầu chỉ xong có tầng dưới. Như vậy khu Nhà thờ cũ tại mé sông tạm thời bỏ trống. Cha sở mới là cha Thắng và cha phó là cha Antôn Khương về nhà thờ mới trong khung cảnh rất chật vật. Tầng trên chưa xong, tầng dưới tạm xong dùng làm Nhà thờ tạm, dùng một vài căn phòng tầng dưới làm nhà ở. Nhà thờ được hoàn thành vào năm 1967. không có tháp chuông, mặc dầu trong họa đồ có vẽ. Cha sở sửa sang khuôn viên Nhà thờ, cất nhà cha sở, trường học. Ngoài ra cha còn mua một thửa đất tại xã Tân Ngãi để làm đất thánh cho Họ đạo và ngày nay đang sử dụng, và lập họ đạo Đình Khao nơi Á thánh Minh tử đạo. Tết Mậu Thân 1968 là một biến cố khó quên trong lịch sử Họ đạo. Cả năm bảy ngàn người đến tá túc ở tầng dưới Nhà thờ, ngoài hành lang, ngoài sân cỏ. Đâu đâu cũng người là người. Mấy tháng trời cha phải chung sống với họ, lo lắng cho họ. Nhiều người ngày hôm nay vẫn còn nhắc: nhờ Nhà thờ mà tôi qua được cái tết Mậu Thân. Sau tết Mậu Thân, Đức cha Antôn Thiện từ chức, Đức cha Giacôbê Mầu được chỉ định thay thế.

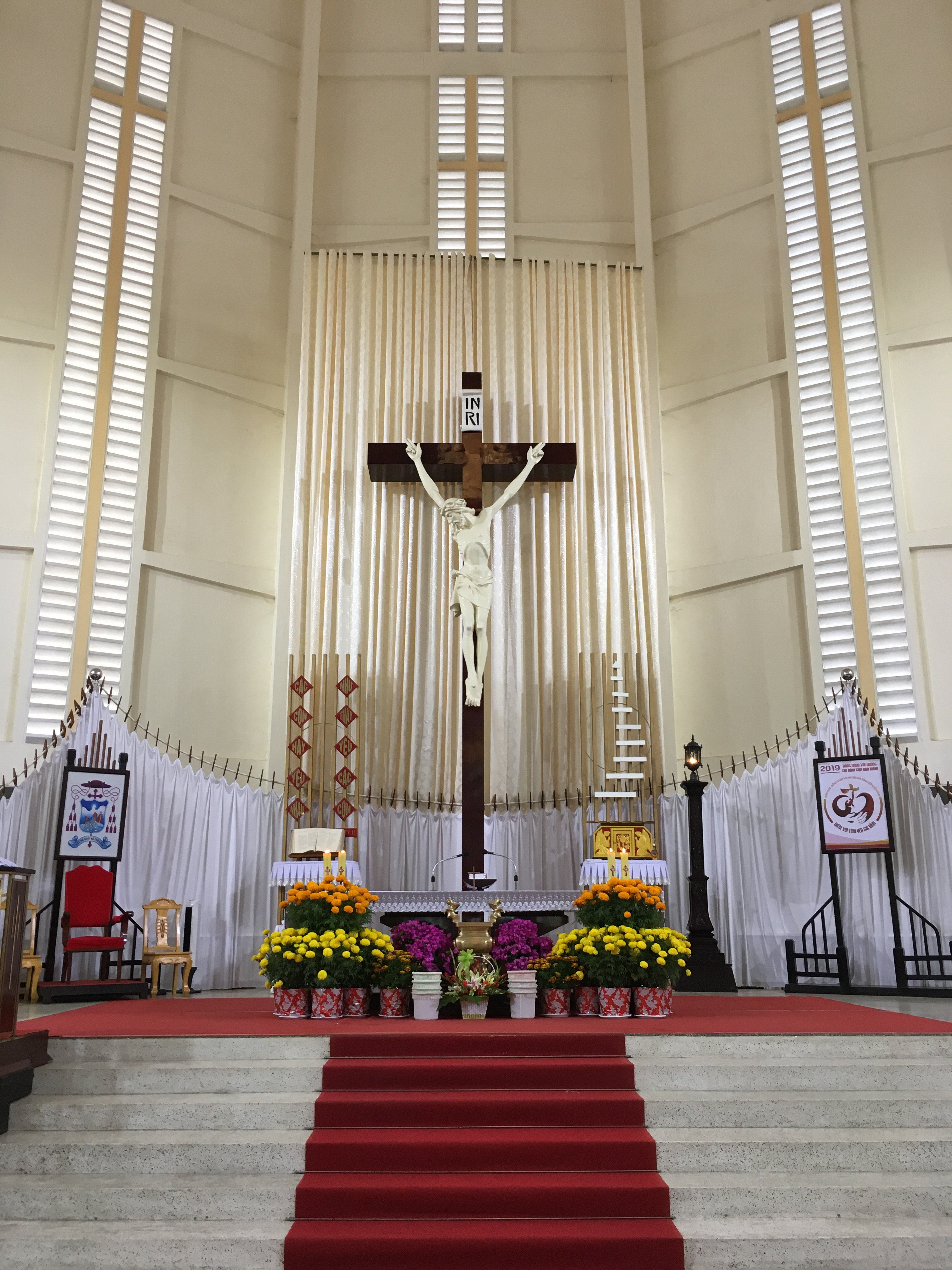
Cung Thánh nhà thờ Chính toà Vĩnh Long với huy hiệu Giám mục và ngai toà bên trái

Đến tháng 1 - 1973 cha Benoỵt được đổi về Cái Mơn, làm chính sở kiêm phụ trách Nhà phước. Cha Phaolô Trọng đang làm quản lý địa phận, được gọi về thay thế. Việc đầu tiên là cha cho làm các cửa sổ lớn chung quanh Nhà thờ để cho có đủ không khí trong Nhà thờ. Cha còn cất trung tâm Phaolô 6 nơi huấn luyện cho thanh niên trong địa phận và đồng thời dùng nơi đây làm Nhà thờ cho xóm Đường Chừa. Sau ngày giải phóng, địa sở chính tòa chỉ còn Nhà thờ chính và 2 điểm có Nhà thờ và có lễ đó là Văn Thánh và Đình Khao. Nhà thờ Đường Chừa giải thể. Ngược lại, nhờ có một số cha trong chủng viện rảnh rang nên được Đức cha bổ nhiệm đi phụ trách thiệt thọ các họ lẽ như Cái Sơn có cha J.B. Trác, ở Long Mỹ có cha Phêrô Thuận, ở Thiềng Đức có cha Giuse Lục, ở Tân Ngãi có cha Gioakim Nghiệm. Cách chung những họ lẽ của Vĩnh Long thời xưa đều có cha sở ở tại chỗ đảm trách. Tình thế mới đòi hỏi có thêm được Nhà thờ ở chủng viện phường 1 do cha Tôma Tân phụ trách để tránh cho một người khỏi phải đi lễ xa tận nhà thờ chính tòa.